# 荻野順二
荻野 順二（おぎの じゅんじ 1978年11月29日 - ）は、大阪府出身の元アイスホッケー選手、アイスホッケー監督。ポジションはゴールテンダー。左利き。

## 経歴
水戸短期大学附属高等学校、法政大学を経て、王子製紙アイスホッケー部（現：レッドイーグルス北海道）に入団。
2001-2002シーズンに日本リーグ初出場、2002-2003シーズンは1試合も出場できなかったが、長野カップ2004、2004年アイスホッケー世界選手権の代表に選ばれている。
2006年3月に東伏見アイスアリーナで行われた「アジアリーグ・エアホッケー2006」に菊地尚哉、二瓶次郎、春名真仁とともに出場、決勝で菊地を破り優勝した。
2012年5月に大阪工業大学アイスホッケー部への講習会に参加、北国の選手でなくとも、やる気と努力でトップに立てると語った。
2023-2024シーズンよりレッドイーグルス北海道の監督に就任することが2023年4月18日に発表された。